# 김창룡 (1964년)
김창룡(金昌龍, 1964년~)은 대한민국의 제22대 경찰청장인 경찰공무원이다.
1964년 경상남도 합천군에서 출생했다. 부산 가야고등학교와 경찰대학(4기) 법학과를 졸업한 뒤 1988년 경위로 임용됐다. 2020년 7월 20일 인사청문회 보고서가 채택되고, 2020년 7월 24일 제22대 경찰청장에 공식 취임했다.

## 경력
- 2007. 1.~2008. 3. 제64대 충남연기경찰서장
- 2008. 3.~2008. 12. 경찰청 정보1과장
- 2008. 12.~2009. 2. 경찰청 운영지원과
- 2009. 2.~2009. 2. 경찰청 외사기획과
- 2009. 2.~2012. 2. 주 상파울루총영사관(주재관)
- 2012. 2.~2012. 2. 경찰청 외사기획과
- 2012. 5. 경찰청 경무국 경찰쇄신추진단
- 2012. 5.~2013. 7. 제21대 서울은평경찰서장
- 2013. 7.~2014. 1. 경찰대학 학생과장
- 2014. 1.~2014. 12. 서울지방경찰청 여성청소년과장
- 2014. 12.~2015. 7. 경남지방경찰청 제1부장
- 2015. 7.~2017. 12. 주미국대한민국대사관 주재관
- 2017. 12.~2018. 12. 경찰청 생활안전국장
- 2018. 12.~2019. 7. 제31대 경남지방경찰청장
- 2019. 7.~2020. 7. 제31대 부산지방경찰청장
- 2020. 7.~2022. 7. 제22대 경찰청장
- 서울대학교 행정대학원 객원교수

## 서훈
- 2004년: 근정포장
- 2012년: 대통령 표창